# 오정국 (시인)
오정국(吳廷國, 1956년 ~ )은 대한민국의 시인이자 대학 교수이다. 경상북도 영양에서 태어나 대구고등학교, 중앙대학교 문예창작학과를 졸업하고 동 대학원에서 석사학위와 박사학위를 받았다. 2012년 제12회 「지훈상」(문학 부문), 제7회 「이형기문학상」을 수상했다. 《서울신문》기자, 《문화일보》문화부 부장, 《아리랑 TV》기획위원,《언론중재위원회》전문위원을 거쳐, 2005년부터 한서대학교 문예창작학과 교수로 재직 중이다.

## 약력
1988년 《현대문학》에 시를 발표하며 등단했다. 2012년 제12회 「지훈상」(문학 부문), 제7회 「이형기문학상」을 수상했다. 《서울신문》, 《문화일보》에서 기자로 활동하다가, 2005년부터 한서대학교 문예창작학과 교수로 재직 중이다.

## 수상
- 2012년 제12회 「지훈상」(문학 부문)
- 2012년 제7회 「이형기문학상」

## 저서

### 시집
- 《저녁이면 블랙홀 속으로》(세계사, 1992)
- 《모래무덤》(세계사, 1996)
- 《내가 밀어낸 물결》(세계사, 2001)
- 《멀리서 오는 것들》(세계사, 2005)
- 《파묻힌 얼굴》(민음사, 2011)

### 연구서
- 《시의 탄생 설화의 재생》(청동거울, 2002)
- 《비극적 서사의 서정적 풍경》(청동거울, 2004)